# Amniscus assimilis
Amniscus assimilis är en skalbaggsart som först beskrevs av Charles Joseph Gahan 1895.  Amniscus assimilis ingår i släktet Amniscus och familjen långhorningar.
Artens utbredningsområde är:
- Guadeloupe.
- Dominica.

Inga underarter finns listade i Catalogue of Life.